# Diacyclops ichnusae
Diacyclops ichnusae – gatunek widłonoga z rodziny Cyclopidae, nazwa naukowa gatunku została po raz pierwszy opublikowana w 1986 roku przez zespół zoologów w składzie: Giuseppe Lucio Pesce i Diana Paola Galassi.